# О’Коннор, Бренок
Бренок О’Коннор, (англ. Brenock O'Connor, род. 9 апреля 2000, Уэртинг) — английский актёр кино и телевидения, певец. Наиболее известен по роли Олли в драматическом телесериале HBO «Игра престолов»

## Фильмография
| Год       |    | Русское название   | Оригинальное название                 | Роль           |
| --------- | -- | ------------------ | ------------------------------------- | -------------- |
| 2012      | с  | Холби Сити         | Holby City                            | Ангус Петерс   |
| 2013      | с  | Юнцы               | Chickens                              |                |
| 2014—2016 | с  | Игра престолов     | Game of Thrones                       | Олли           |
| 2015      | тф |                    | Young Hunters: The Beast of Bevendean | Сэм Алдрингтон |
| 2015—2016 | с  | Диккенсиана        | Dickensian                            | Питер Кретчет  |
| 2017      | ф  |                    | Another Mother's Son                  | Рекс Форстер   |
| 2017      | с  | Американская мечта | Living the Dream                      | Фредди         |
| 2019—2022 | с  | Алекс Райдер       | Alex Rider                            | Tom Harris     |

## Награды и номинации
| Награды и номинации | Награды и номинации            | Награды и номинации                                               | Награды и номинации | Награды и номинации | Награды и номинации |
| Год                 | Награда                        | Категория                                                         | Фильм или сериал    | Результат           | Примечания          |
| ------------------- | ------------------------------ | ----------------------------------------------------------------- | ------------------- | ------------------- | ------------------- |
| 2016                | Премия Гильдии киноактёров США | Лучший актёрский состав в драматическом сериале                   | Игра престолов      | Номинация           |                     |
| 2016                | Сатурн                         | Лучшее исполнение роли молодым актёром или актрисой в телесериале | Игра престолов      | Номинация           |                     |